# Tre passi dalla sedia elettrica
Tre passi dalla sedia elettrica (Convincts 4) è un film del 1962 diretto da Millard Kaufman.

## Trama
Condannato alla sedia elettrica per aver ucciso un negoziante durante una rapina finita male, il giovane John Resko si ritrova nel braccio della morte a Sing Sing. All’ultimo momento, la sua pena viene commutata in ergastolo, e John viene trasferito nel penitenziario di Dannemora. Qui fatica ad adattarsi alla vita carceraria, tormentato sia dalle condizioni fisiche, come la presenza di cimici nel materasso, sia da un profondo senso di colpa, acuito dalle notizie familiari: la moglie lo ha lasciato e il padre è morto nel tentativo di salvare un bambino, come gesto simbolico per espiare la colpa del figlio. Nel carcere incontra diverse figure destinate ad accompagnarlo nel suo percorso di trasformazione. C’è il malinconico Iggy (Ray Walston), l’istrionico Wino e Nick, un personaggio bizzarro dal passato comune a quello di John. Ma l’incontro più determinante è quello con il capo delle guardie Keeper, una figura istruita e idealista, che intuisce in Resko un potenziale umano nascosto dietro la colpa. Keeper si fa promotore di un metodo rieducativo che affida all’arte una funzione catartica e liberatoria. Grazie a lui, Resko scopre una naturale inclinazione per il disegno e la pittura, arrivando a sviluppare un linguaggio espressivo personale. Anche Carl Carmer (Vincent Price), esperto d’arte, si interessa al suo lavoro, contribuendo alla legittimazione del talento di Resko. In questo ambiente popolato da personaggi emblematici, spicca anche la figura severa ma giusta del direttore del carcere, mentre la guardia Tiptoes rappresenta il volto più inflessibile del sistema penitenziario. Tra tentativi di evasione, lunghi periodi di isolamento e momenti di umanità, Resko attraversa un percorso di consapevolezza che lo porterà, dopo diciotto anni, a riconquistare la libertà. Ad attenderlo all’uscita dal carcere, ci saranno la figlia ormai adulta e la sua nipotina.